# Edward Cave
Edward Cave (27. februar 1691 – 10. januar 1754) var en engelsk bogtrykker, redaktør og udgiver. Med The Gentleman's Magazine skabte og udgav han det første "magasin" i den moderne betydning.
Cave fødtes som søn af en skomager i Newton nær Rugby i Warwickshire og gik i gymnasiet der, men blev bortvist efter at være anklaget for at stjæle fra skolens rektor. Derefter havde han en række forskellige beskæftigelser, bl.a. som tømmerhandler, journalist og trykker. Han fik den ide at udgive et tidsskrift, som skulle dække ethvert emne, et uddannet publikum ville være interesseret i, fra handel til poesi, og forsøgte at overbevise adskillige bogtrykkere og boghandlere i London om at tage ideen op. Da ingen viste interesse for det, påtog Cave sig det selv. The Gentleman's Magazine udkom første gang i 1731 og blev snart det mest indflydelsesrige og mest efterlignede blad i tiden. Det gjorde også Cave rig.
Cave var en smart forretningsmand, som viede hele sin tid og energi til magasinet, så han sjældent forlod dets kontorer i St John's Gate i Clerkenwell. Han benyttede et stort antal bidragsydere, hvoraf den mest berømte var Samuel Johnson, som forblev taknemmelig over for Cave, fordi denne sørgede for hans vigtigste beskæftigelse i mange år. Cave skrev ofte selv indlæg i magasinet under forfatternavnet Sylvanus Urban. 
Han skaffedes sig en licens fra Lewis Paul på 250 spindler til dennes patenterede spindemaskine, en forløber for den senere water frame. I 1742 købte han Marvels Mill ved Northampton og ombyggede denne til et bomuldsspinderi, muligvis verdens første spinderi, som var drevet af vandkraft. Fabrikken lukkede i (eller kort efter ) 1761. 
Cave led af gigt. Han ligger begravet i St. James Church i Clerkenwell.